# Stigmella fumida
Stigmella fumida là một loài bướm đêm thuộc họ Nepticulidae. Nó được tìm thấy ở Nhật Bản (Tsushima, possibly Kyushu), Triều Tiên và Trung Quốc (Vân Nam).
Sải cánh dài 5.2-6.1 mm. Larvae have been được tìm thấy ở tháng 10 và adults were reared from tháng 2 đến tháng 5, one adult was collected in tháng 7 in Korea. There are probably at least two generations per year.
Ấu trùng ăn Quercus acutissima, Quercus variabilis và possibly also on Castanea crenata. Chúng ăn lá nơi chúng làm tổ. 